# سیارک ۱۵۸۲۴۱
سیارک ۱۵۸۲۴۱ (به انگلیسی: 158241 Yutonagatomo، نامگذاری:2001TF14)۱۵۸۲۴۱مین سیارک کشف شده‌است که در ۱۲ اکتبر ۲۰۰۱ کشف شد.